# Glannes

Glannes este o comună în departamentul Marne în nord-estul Franței.